# Rafaila
Rafaila est une commune roumaine située dans le județ de Vaslui.